# Ketambea permixta
Ketambea permixta là một loài nhện trong họ Linyphiidae.
Loài này thuộc chi Ketambea. Ketambea permixta được Alfred Frank Millidge & Anthony Russell-Smith miêu tả năm 1992.